# Aloe spuria
Aloe spuria é uma espécie de liliopsida do gênero Aloe, pertencente à família Asphodelaceae.